# Ajjanakatti, Gokak
Ajjanakatti là một làng thuộc tehsil Gokak, huyện Belgaum, bang Karnataka, Ấn Độ.